# Cychrus attenuatus
Cychrus attenuatus là một loài Carabidae đặc hữu của châu Âu. Loài này có ở Áo, Bỉ, Bosna và Hercegovina, Croatia, Cộng hòa Séc, Chính quốc Pháp, Đức, Hungary, Chính quốc Ý, Liechtenstein, Luxembourg, Macedonia, Moldova, Ba Lan, România, Slovakia, Slovenia, Thụy Sĩ và Ukraina.

## Hình ảnh

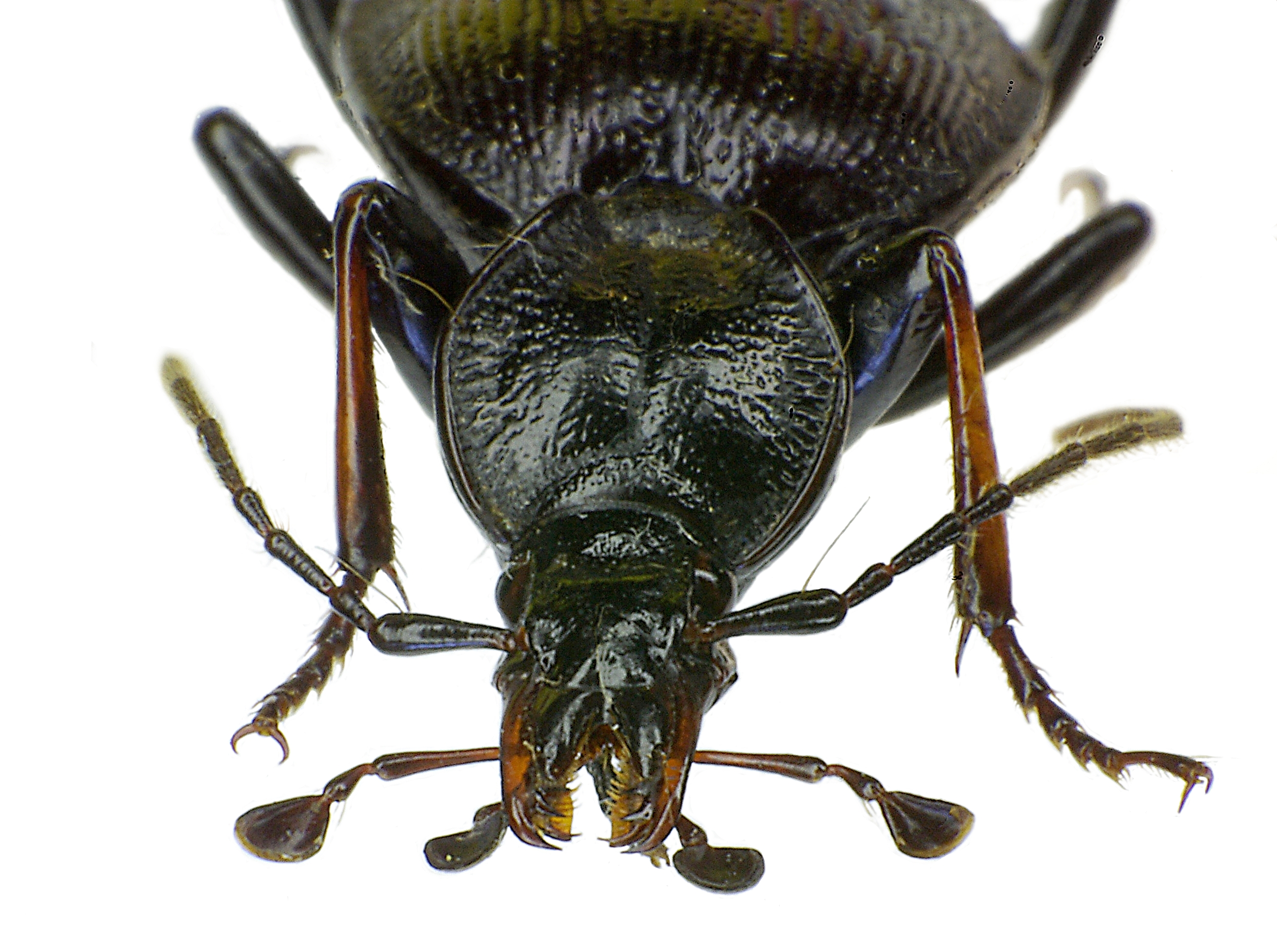
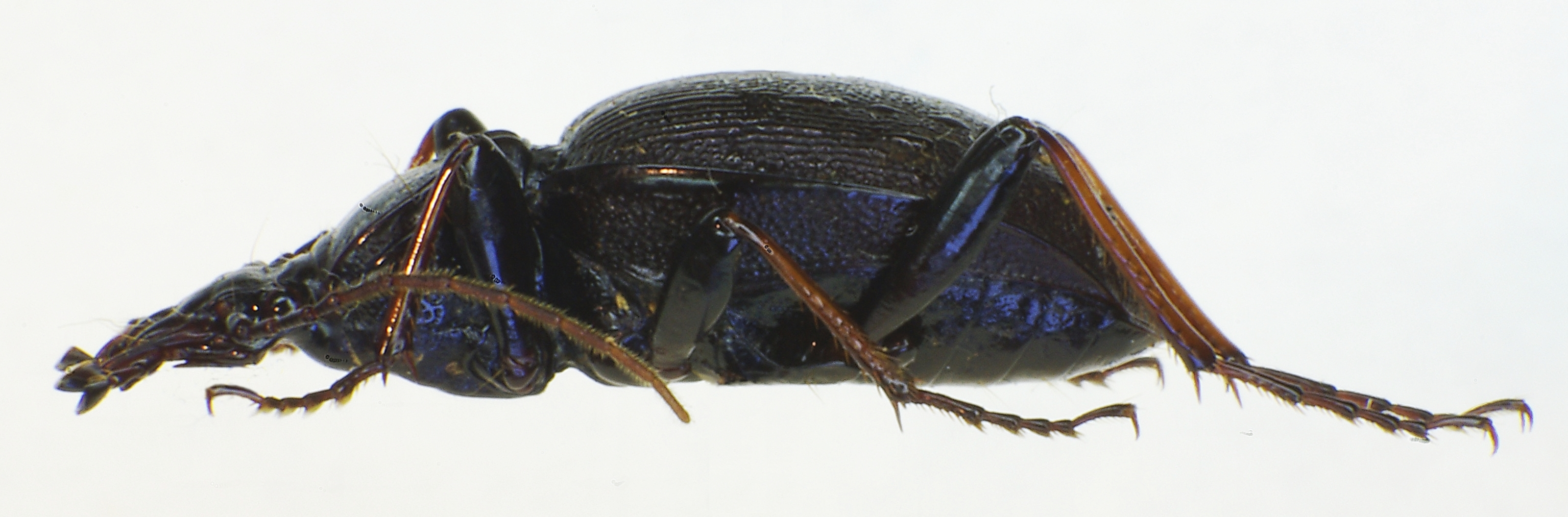
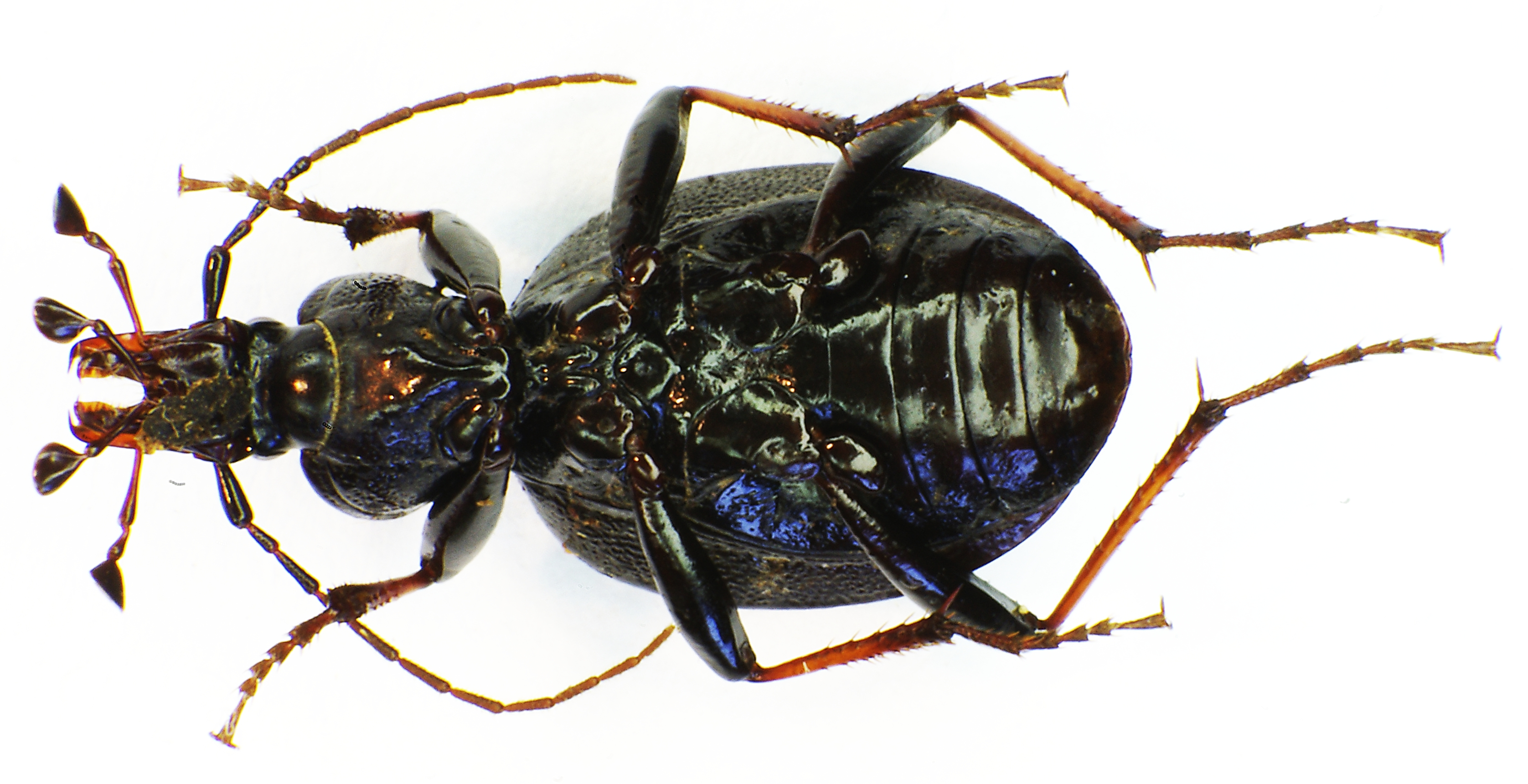